# NGC 5849
NGC 5849 је лентикуларна галаксија у сазвежђу Вага која се налази на NGC листи објеката дубоког неба.
Деклинација објекта је - 14° 34' 16" а ректасцензија 15h 6m 50,6s. Привидна величина (магнитуда) објекта NGC 5849 износи 13,9 а фотографска магнитуда 14,9. NGC 5849 је још познат и под ознакама MCG -2-38-35, NPM1G -14.0559, PGC 53962.